# Tulugánovka
Tulugánovka (del ruso: Тулуга́новка) es un pueblo (seló) de Rusia, ubicado en el raión de Narimánov de la óblast de Astracán.
Junto con los posiólok de Karaagash, Rychanski y Sennoi, Tulugánovka forma un asentamiento rural denominado Ajmátov (del ruso: Ахма́товский сельсове́т), del cual es la localidad más grande y capital. En el pueblo hay una escuela, oficina de correos, biblioteca y algunas tiendas.

## Geografía
El pueblo se encuentra aproximadamente a 20 kilómetros de la ciudad de Astracán, capital de la óblast homónima. Está ubicada en la orilla derecha del río Rycha.
Según la clasificación climática de Köppen, que es la clasificación de uso más extendido entre los climatólogos en el mundo, el clima de Tulugánovka es semiárido frío (BSk). La temperatura media anual en la zona ronda los 11 °C y las precipitaciones rondan los 220 mm anuales.

## Demografía
Sobre la base de datos del censo 2010, los grupos étnicos más grandes del pueblo son los kazajos, rusos y tártaros.